# The Sufferer & the Witness
The Sufferer & the Witness (zu Deutsch in etwa: „Das Opfer und der Zeuge“) ist das vierte Studioalbum der US-amerikanischen Punk-Band Rise Against. Die thematischen Schwerpunkte liegen bei Klima- und Umweltschutz sowie der globalen Erwärmung und den Tierrechten. Es ist außerdem das letzte Studioalbum von Rise Against, auf dem Chris Chasse als Lead-Gitarrist auftritt.

## Produktion und Veröffentlichung
Im Januar 2006 gaben Rise Against bekannt, die Produktion ihres vierten Studioalbums beginnen zu wollen. Zusammen mit Bill Stevenson, welcher auch schon das Vorgängeralbum produziert hatte, nahmen sie ab März 2006 das neue Album auf. Am 19. April 2006 gaben Rise Against den Titel des neuen Albums The Sufferer & The Witness sowie einen ungefähren Erscheinungstermin bekannt. Während dieser Zeit wurde vor allem über das Internet Promotion betrieben. In Deutschland hauptsächlich in Zusammenarbeit mit dem Musikmagazin Vertigo.FM, welches auch den offiziellen deutschen Fanclub von Rise Against betreibt. Am 4. Juli 2006 wurde das Album dann in den USA und Kanada, am 28. Juli 2006 in Europa veröffentlicht.

## Kontroversen
Für Diskussionen sorgte vor allem das Musikvideo zur Single Ready To Fall, in welchem unter anderem Bilder von sterbenden Babyrobben und Walen zu sehen sind. Um einem Rechtsstreit vorzubeugen, verweigerte MTV die Ausstrahlung des Videos und bat Rise Against um eine Entschärfung. Die Band weigerte sich jedoch einstimmig und bietet das Video seitdem kostenlos zum Download an.

## Musik
Musikalisch liegt The Sufferer & The Witness zwischen Hardcore-Punk und Melodic Hardcore und unterscheidet sich damit kaum von den Vorgängeralben der Band. Dabei spielt die Rhythmusgitarre hauptsächlich sich wiederholende Powerchords während die Lead-Gitarre Soli und melodische Teile übernimmt. Im Refrain spielen dann meist alle Instrumente zusammen mit dem geschrienen Gesang von Tim McIlrath. Oft werden Gitarrenparts auch durch das Halten eines Fingers auf den Saiten gemutet, wie im Intro des Songs Ready To Fall.

## Kritik
The Sufferer & The Witness wurde von der Fachpresse größtenteils gelobt. So schrieb Mathias Möller von laut.de:

„Rise Against verkörpern so etwas wie das gute Gewissen der Punkszene. Das unterstreichen sie auch mit ihrem vierten Studioalbum ‚The Sufferer And The Witness‘. Dabei nerven sie nicht mit Gutmenschentum, sondern lassen es mächtig krachen.“

Auch das Magazin cdstarts.de gab eine positive Bewertung von 7/10 Punkten:

„Genau so schreibt man Punkrocksongs, die Hitqualitäten haben, aber keine kindischen Pop-Punk-Verdachtsmomente aufkommen lassen.“

## Titelliste
1. Chamber the Cartridge – 3:34
2. Injection – 3:19
3. Ready to Fall – 3:47
4. Bricks –  1:30
5. Under the Knife – 2:45
6. Prayer of the Refugee – 3:19
7. Drones – 3:01
8. The Approaching Curve – 3:44
9. Worth Dying For – 3:20
10. Behind Closed Doors – 3:15
11. Roadside – 3:21
12. The Good Left Undone – 4:10
13. Survive – 3:41